# Tuberculatus radisectuae
Tuberculatus radisectuae är en insektsart. Tuberculatus radisectuae ingår i släktet Tuberculatus och familjen långrörsbladlöss. Inga underarter finns listade i Catalogue of Life.